# Scansoriopterygidae
A Scansoriopterygidae (jelentése „mászó szárnyak”) a maniraptora dinoszauruszok egyik családja, amely a kínai Liaoning tartományban fekvő, (feltehetően középső–késő jura kori) Daohugou-padokban (Taohukou-padok) felfedezett, jó állapotban megőrződött három fosszília alapján ismert.
A Scansoriopteryx (és feltételezett szinonimája, az Epidendrosaurus) volt az első nem madarak közé tartozó dinoszaurusz, amely egyértelműen erdei vagy félig erdei életmódhoz való adaptációkkal rendelkezett, és az ideje nagy részét valószínűleg a fákon töltötte. Mindkét példánynál a fiatal egyedekre jellemző tulajdonságok figyelhetők meg, ezért nehéz pontosan meghatározni a többi nem madarak közé tartozó dinoszaurusszal és a madarakkal való kapcsolataikat. Az Epidexipteryx 2008-as leírásáig egy felnőtt példány sem vált ismertté. A Scansoriopteryx (a Scansoriopterygidae típusneme) típuspéldányát és az erdei életmódhoz illő adaptációit először a Dinoszauruszok/Madarak Evolúciójának Floridai Szimpóziumán (Florida Symposium on Dinosaur/Bird Evolution), 2000-ben mutatták be a Graves Archeológiai és Természetrajzi Múzeumban (Graves Museum of Archaeology & Natural History), bár a fosszíliát hivatalosan csak 2002-ben nevezték el, és ekkor készült el a hivatalos leírása is.

## Anatómia
A scansoriopterygidák a legkisebb ismert dinoszauruszok közé tartoztak. Az Epidendrosaurus fiatal példánya mintegy 16 centiméteres hosszúságával egy házi veréb méretét érte el, míg az Epidexipteryx felnőtt egyede (a farktollakat nem számítva) nagyjából 25 centiméteres hosszával körülbelül akkora volt, mint egy galamb.
A scansoriopterygidák jellegzetessége a rendkívül meghosszabbodott, az első kettőnél hosszabb harmadik ujj (a többi ismert theropodánál a második ujj a leghosszabb). A csoport további közös jellemzői közé tartozik a lefelé hajló alsó állcsonttal és nagy elülső fogakkal ellátott rövid és magas koponya, valamint a két hosszú kar. A scansoriopterygidák farkának hossza azonban nagymértékben változott. Az Epidexipteryxnek nagyon rövid (a test 70%-át elérő) hosszú tollakkal díszített farka volt, az Epidendrosaurus farka azonban nagyon meghosszabbodott (a test hosszának több, mint háromszorosát érte el) és a végén csak kisebb tollak voltak. Mindhárom leírt scansoripterygida példánynál megőrződtek a testet borító tollak nyomai.

## Osztályozás
A Scansoriopterygidae-t családszintű taxonként Stephen Czerkas és Yuan Chongxi (Jüan Csung-hszi) hozta létre 2002-ben. Egyes tudósok, mint például Paul Sereno kezdetben úgy ítélték meg, hogy a fogalom redundáns, mivel a csoport kezdetben monotípikus volt, azaz csak egyetlen nemet és fajt tartalmazott, melynek neve Scansoriopteryx heilmanni. Emellett a csoport nem rendelkezett filogenetikus definícióval sem. Zhang Fucheng (Csang Fu-cseng) és szerzőtársai azonban 2008-ban beszámoltak egy másik scansoriopterygidáról, az Epidexipteryxről, a Scansoriopterygidae-t pedig olyan kládként definiálták, ami tartalmazza az Epidexipteryx és az Epidendrosaurus legújabb közös ősét és annak valamennyi leszármazottját.
A csoport pontos taxonómiai elhelyezése kezdetben bizonytalan és vitás volt. 2002-ben, amikor az első érvényesnek ítélt példány leírása megjelent, Czerkas és Yuan felvetették, hogy a csontváz különböző kezdetleges jellemzői (köztük a kezdetleges hüllőmedencéjűekéhez hasonló szeméremcsont és a fejletlen csípőízület) megmutatták, hogy a scansoriopterygidák a maniraptorákkal és a madarakkal együtt nagyon korán leváltak a többi theropoda dinoszaurusz fejlődési vonaláról. Ezt az értelmezést azonban a legtöbb kutató nem követte. 2007-ben a coelurosaurusok rokoni kapcsolatain végzett egyik kladisztikai elemzés alapján Phil Senter az Epidendrosaurust a madarak és az Avialae klád legközelebbi rokonának ítélte. A 2008-ban Zhang és szerzőtársai által elvégzett második filogenetikus elemzés támogatta ezt a nézetet. A szerzők egy további taxont, az Epidexipteryxet is megvizsgálták, és úgy találták, hogy az Epidendrosaurusszal együtt egy kládot alkot az Avialae alsó részén. Az alábbi egyszerűsített kladogram a Zhang és szerzőtársai által 2008-ban készített elemzés alapján készült.
|  | Troodontidae    |
|  |                 |
|  | Dromaeosauridae |
|  |                 |

| Scansoriopterygidae | \| \| Epidendrosaurus \| \| \| \| \| \| Epidexipteryx \| \| \| \| |
|                     | \| \| Epidendrosaurus \| \| \| \| \| \| Epidexipteryx \| \| \| \| |
|                     | Aves                                                              |
|                     |                                                                   |
|                     | Epidendrosaurus                                                   |
|                     |                                                                   |
|                     | Epidexipteryx                                                     |
|                     |                                                                   |

|  | Epidendrosaurus |
|  |                 |
|  | Epidexipteryx   |
|  |                 |

|  | Troodontidae    |
|  |                 |
|  | Dromaeosauridae |
|  |                 |

| Scansoriopterygidae | \| \| Epidendrosaurus \| \| \| \| \| \| Epidexipteryx \| \| \| \| |
|                     | \| \| Epidendrosaurus \| \| \| \| \| \| Epidexipteryx \| \| \| \| |
|                     | Aves                                                              |
|                     |                                                                   |
|                     | Epidendrosaurus                                                   |
|                     |                                                                   |
|                     | Epidexipteryx                                                     |
|                     |                                                                   |

|  | Epidendrosaurus |
|  |                 |
|  | Epidexipteryx   |
|  |                 |

|  | Troodontidae    |
|  |                 |
|  | Dromaeosauridae |
|  |                 |

| Scansoriopterygidae | \| \| Epidendrosaurus \| \| \| \| \| \| Epidexipteryx \| \| \| \| |
|                     | \| \| Epidendrosaurus \| \| \| \| \| \| Epidexipteryx \| \| \| \| |
|                     | Aves                                                              |
|                     |                                                                   |
|                     | Epidendrosaurus                                                   |
|                     |                                                                   |
|                     | Epidexipteryx                                                     |
|                     |                                                                   |

|  | Epidendrosaurus |
|  |                 |
|  | Epidexipteryx   |
|  |                 |

|  | Troodontidae    |
|  |                 |
|  | Dromaeosauridae |
|  |                 |

| Scansoriopterygidae | \| \| Epidendrosaurus \| \| \| \| \| \| Epidexipteryx \| \| \| \| |
|                     | \| \| Epidendrosaurus \| \| \| \| \| \| Epidexipteryx \| \| \| \| |
|                     | Aves                                                              |
|                     |                                                                   |
|                     | Epidendrosaurus                                                   |
|                     |                                                                   |
|                     | Epidexipteryx                                                     |
|                     |                                                                   |

|  | Epidendrosaurus |
|  |                 |
|  | Epidexipteryx   |
|  |                 |

|  | Troodontidae    |
|  |                 |
|  | Dromaeosauridae |
|  |                 |

| Scansoriopterygidae | \| \| Epidendrosaurus \| \| \| \| \| \| Epidexipteryx \| \| \| \| |
|                     | \| \| Epidendrosaurus \| \| \| \| \| \| Epidexipteryx \| \| \| \| |
|                     | Aves                                                              |
|                     |                                                                   |
|                     | Epidendrosaurus                                                   |
|                     |                                                                   |
|                     | Epidexipteryx                                                     |
|                     |                                                                   |

|  | Epidendrosaurus |
|  |                 |
|  | Epidexipteryx   |
|  |                 |

|  | Troodontidae    |
|  |                 |
|  | Dromaeosauridae |
|  |                 |

| Scansoriopterygidae | \| \| Epidendrosaurus \| \| \| \| \| \| Epidexipteryx \| \| \| \| |
|                     | \| \| Epidendrosaurus \| \| \| \| \| \| Epidexipteryx \| \| \| \| |
|                     | Aves                                                              |
|                     |                                                                   |
|                     | Epidendrosaurus                                                   |
|                     |                                                                   |
|                     | Epidexipteryx                                                     |
|                     |                                                                   |

|  | Epidendrosaurus |
|  |                 |
|  | Epidexipteryx   |
|  |                 |

|  | Troodontidae    |
|  |                 |
|  | Dromaeosauridae |
|  |                 |

| Scansoriopterygidae | \| \| Epidendrosaurus \| \| \| \| \| \| Epidexipteryx \| \| \| \| |
|                     | \| \| Epidendrosaurus \| \| \| \| \| \| Epidexipteryx \| \| \| \| |
|                     | Aves                                                              |
|                     |                                                                   |
|                     | Epidendrosaurus                                                   |
|                     |                                                                   |
|                     | Epidexipteryx                                                     |
|                     |                                                                   |

|  | Epidendrosaurus |
|  |                 |
|  | Epidexipteryx   |
|  |                 |

|  | Troodontidae    |
|  |                 |
|  | Dromaeosauridae |
|  |                 |

| Scansoriopterygidae | \| \| Epidendrosaurus \| \| \| \| \| \| Epidexipteryx \| \| \| \| |
|                     | \| \| Epidendrosaurus \| \| \| \| \| \| Epidexipteryx \| \| \| \| |
|                     | Aves                                                              |
|                     |                                                                   |
|                     | Epidendrosaurus                                                   |
|                     |                                                                   |
|                     | Epidexipteryx                                                     |
|                     |                                                                   |

|  | Epidendrosaurus |
|  |                 |
|  | Epidexipteryx   |
|  |                 |

## Származás és ősökológia
Az Epidexipteryx és az Epidendrosaurus (és valószínűleg a Scansoriopteryx) fosszilis maradványait Északkelet-Kínában a Daohugou-padokban fedezték fel. E lelőhely korát nem határozták meg, és az egyes tanulmányok változóan 170 és körülbelül 120 millió év közé (a középső jura–kora kréta korra) teszik.
A Daohugou-bióta ismert scansoriopterygidái különféle őskori fákból, köztük ginkgokból és tűlevelűekből álló nedves, mérsékelt égövi erdőkben éltek. Az aljnövényzetet olyan növények uralták, mint a valódi korpafüvek, a zsurlók, a cikászok és a harasztok.
A scansoriopterygidák a vízi Castorocaudához hasonló emlősszerűek, a Volaticotheriumhoz hasonló erdei siklórepülő emlősök, a rhamphorhynchoidea pteroszauruszok közé tartozó Jeholopterus és Pterorhynchus, különféle rovarok (például kérészek és bogarak), valamint a farkos kétéltűek több faja mellett éltek.

## Ősbiológia

### Mászás

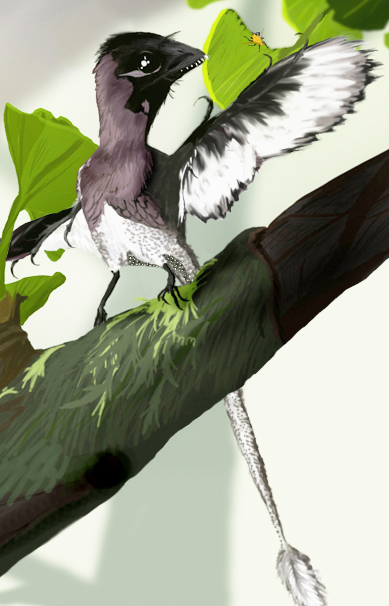
A Scansoriopteryx heilmanni egy ginkgofa ágán

Az első két scansoriopterygida példány korai leírásaiban a maradványokat tanulmányozó tudósok többféle bizonyítékot is felsoroltak arra vonatkozóan, hogy ezek az állatok erdei (famászó) életmódot folytattak, és hogy ezek voltak az első nem madarak közé tartozó, egyértelműen mászó adaptációkkal rendelkező dinoszauruszok.
Zhang és kollégái az Epidendrosaurust meghosszabbodott keze és lábfejének egyedi tulajdonságai alapján erdei állatnak tekintették. A szerzők kijelentették, hogy a hosszú kéz és az erősen görbült karmok a mászáshoz és a faágak között való mozgáshoz szükséges adaptációk voltak. Mindezt a madárszárny evolúció korai állapotának tartották, kijelentve, hogy a mellső lábak elég fejlettek voltak a mászáshoz és hogy a későbbi fejlődésük a repülésre alkalmas szárny megjelenéséhez vezetett. Azt állították, hogy a hosszú fogó kezek alkalmasabbak voltak a mászásra, mint a repülésre, mivel a legtöbb röpképes madár aránylag kis kézzel rendelkezik. Zhang és szerzőtársai azt is megjegyezték, hogy az Epidendrosaurus lábfejei egyedinek számítanak a madarak közé nem tartozó theropodák között; bár az Epidendrosaurus fosszíliája nem őrzött meg hátrafelé mutató öregujjat (ami a modern madaraknál az ágakon való kapaszkodásra szolgál), a lábfeje erősen emlékeztet a Cathayornishoz és a Longipteryxhez hasonló, az ágakon kapaszkodó kezdetleges madarakéra. A szerzők szerint az, hogy a kapaszkodáshoz szükséges adaptációk mind a négy lábon megtalálhatók, valószínűvé teszi, hogy az Epidendrosaurus az élete jelentős részét a fákon töltötte.
A Scansoriopteryx leírásában Czerkas és Yuan bizonyítékkal szolgált az erdei életmódra vonatkozóan. Megjegyezték, hogy a modern madarak fiókáitól eltérően a Scansoriopteryx mellső lábai hosszabbak a hátsóknál. A szerzők kijelentették, hogy ez az anomália azt jelzi, hogy a mellső lábak fontos szerepet játszottak a mozgás során a fejlődés rendkívül korai szakaszában. A Scansoriopteryx lába jobb állapotban őrződött meg az Epidendrosaurus típuspéldányáénál, emellett pedig a szerzők értelmezése szerint az öregujj hátrafelé állt, a modern fán élő madarakra jellemző hátrafelé álló lábujjhoz hasonló módon. Emellett a Scansoriopteryx rövid, merev farkát szintén famászó adaptációnak tekintették. A farok talán a modern harkályfélék farkához hasonlóan támaszték volt. A modern famászó fajok, például a meghosszabbodott harmadik ujjal rendelkező iguana gyíkok kezeivel való összehasonlítás szintén a famászó elméletet támogatja. Valójában a Scansoriopteryx kezei még a hoacin utódaiénál is jobban adaptálódtak a mászáshoz.

### Tollak
Mindkét fiatal scansoriopterygida példány, főként a kezek és a kar környékén pehelyszerű tollak lenyomataival együtt őrződött meg. Az e területeken levő hosszú tollak Czerkast és Yuant arra a feltételezésre vezették, hogy a felnőtt scansoriopterygidáknak jól fejlett szárnytollai lehettek, melyek az ugrást vagy a kezdetleges siklórepülést segíthették, bár a szerzők kizárták annak lehetőségét, hogy a Scansoriopteryx képes lehetett az evezőszárnyú repülésre. A többi maniraptorához hasonlóan a scansoriopterygidák félig elcsavart kéztőcsonttal (félhold alakú csuklócsonttal) rendelkeztek, amely lehetővé tette a kéz madárszerű behajlítását. Ha az evezőszárnyú repülés nem is volt lehetséges, ez a mozgás segíthette a manőverezést az ágról ágra való ugrásoknál.
Az Epidexipteryx felnőtt példányánál nem őrződtek meg tollak a mellső lábak körül, azonban a test körüli rövid és a farok mentén levő szalagszerű tollak lenyomatai megmaradtak. Az inkább csak a párválasztás során történő pózolásra szolgáló farktollakhoz egy központi szár és egy (a mai madarak kisebb szálakra felosztott zászlóitól eltérő) elágazásmentes zászló tartozott.

## Fordítás
Ez a szócikk részben vagy egészben a Scansoriopterygidae című angol Wikipédia-szócikk ezen változatának fordításán alapul.  Az eredeti cikk szerkesztőit annak laptörténete sorolja fel. Ez a jelzés csupán a megfogalmazás eredetét és a szerzői jogokat jelzi, nem szolgál a cikkben szereplő információk forrásmegjelöléseként.